# Остін (футбольний клуб)
Футбольний клуб «Остін» (англ. Austin FC) — американський футбольний клуб з однойменного міста штату Техас, заснований у 2019 році. У 2021 року відбувся дебют команди в MLS. Домашньою ареною є «Q2 Stadium», місткістю 20 500 глядачів.

## Історія
У жовтні 2017 року оператор клубу МЛС «Коламбус Крю» Precourt Sports Ventures заявив про намір перевести клуб з Коламбуса до Остіна, якщо в Коламбусі не буде збудовано новий стадіон.
22 серпня 2018 року Precourt Sports Ventures презентував назву і логотип потенційного новачка МЛС ФК «Остін».
У жовтні 2018 року місцеві бізнесмени з Коламбуса виявили бажання придбати клуб «Коламбус Крю», щоб запобігти його переїзду до Остіна. Правління МЛС заявило, що якщо це відбудеться, то ФК «Остін» під керуванням Precourt Sports Ventures буде створено як новий клуб, який почне брати участь у турнірі не пізніше 2021 року.
19 грудня 2018 року Precourt Sports Ventures і місто Остін досягли згоди про початок будівництва нового стадіону у місті, який планувалося відкрити перед початком сезону 2021 року.
15 січня 2019 року ФК «Остін» був офіційно представлений як новий клуб МЛС, що почне грати у турнірі з 2021 року. Влітку того року американський спеціаліст Джош Вольфф офіційно став першим тренером клубу.

## Емблема і кольори
Світло-зелений колір в емблемі символізує яскравість і творчу енергію міста Остін, переплетені дуби — зв'язок між містом та клубом, одинадцять листків — одинадцять футболістів, чотири коріння — частини Остіна, як потужну основу клубу.

## Стадіон
Домашньою ареною «Остіна» є «Q2 Stadium», яка вміщує 20 500 глядачів. Будівництво стадіону почалося у 2019 році, тривало півтора року і завершилось на початку 2021 року перед стартом клубу у турнірі МЛС. Будівництво велося на приватні кошти. Вартість проєкту становить близько 240 млн доларів.

## Склад команди
Станом на 20 травня 2021

| №  | Поз. | Нац.       | Гравець                                         |
| -- | ---- | ---------- | ----------------------------------------------- |
| 2  | ПЗ   | США        | Манні Перез (в оренді з «Портленд Тімберз»)     |
| 3  | ЗХ   | Данія      | Міккель Деслер                                  |
| 4  | ЗХ   | США        | Ідан Стенлі                                     |
| 5  | ЗХ   | Україна    | Олександр Сваток                                |
| 6  | ПЗ   | США        | Себастьян Бергалтер (в оренді з «Коламбус Крю») |
| 7  | ПЗ   | Аргентина  | Томас Почеттіно                                 |
| 8  | ПЗ   | Фінляндія  | Александер Рінг                                 |
| 9  | НП   | Нідерланди | Данні Гусен                                     |
| 10 | ПЗ   | Албанія    | Мирто Узуні                                     |
| 11 | НП   | Гана       | Осман Букарі                                    |
| 12 | ПЗ   | Коста-Рика | Улісес Сегура                                   |
| 13 | НП   | США        | Аарон Шоенфельд                                 |
| 14 | ПЗ   | Швеція     | Бесард Сабович                                  |

| №  | Поз. | Нац.       | Гравець        |
| -- | ---- | ---------- | -------------- |
| 15 | ЗХ   | Фінляндія  | Лео Вяйсянен   |
| 16 | ЗХ   | США        | Ектор Хіменес  |
| 17 | НП   | Ірландія   | Джон Галлахер  |
| 18 | ЗХ   | Коста-Рика | Хуліо Касканте |
| 20 | ПЗ   | США        | Джаред Строуд  |
| 21 | ЗХ   | Словенія   | Жан Колманіч   |
| 22 | ЗХ   | США        | Бен Світ       |
| 23 | ЗХ   | Словенія   | Жан Колманич   |
| 24 | ПЗ   | США        | Нік Ліма       |
| 31 | ВР   | США        | Ендрю Тарбелл  |
| 34 | ВР   | США        | Вілл Пулісіч   |
| 41 | ВР   | США        | Бред Стувер    |